# Condizione della donna in Europa
L'evoluzione e la storia del ruolo di genere, e dei diritti delle donne in Europa non coincide con lo sviluppo storico-sociale del continente stesso e sono perfettamente integrate all'interno della storia dell'Europa. Secondo gli ultimi dati disponibili (2010) il 51,2% della popolazione totale dell'Unione europea è composta da donne (nel gennaio 2011 la popolazione dell'UE era di 502 122 750 abitanti).
Le donne moderne europee comprendono anche quelle provenienti da stati sovrani non appartenenti all'UE o all'Europa continentale come la Turchia, la Città del Vaticano, San Marino, Andorra, l'Albania, la Bosnia ed Erzegovina, il Montenegro, la Repubblica di Macedonia, la Serbia, la Svizzera, la Norvegia, l'Islanda, la Bielorussia, la Moldavia, l'Ucraina, l'Azerbaigian, l'Armenia, la Georgia e, ora, anche il Regno Unito. Ci sono poi anche donne europee provenienti da dipendenze o altri territori come le Isole Åland, le Fær Øer, Gibilterra, Guernsey, l'isola di Jersey e l'Isola di Man.
Le donne europee comprendono poi anche le donne provenienti da stati a riconoscimento limitato a livello internazionale quali l'Abcasia, il Kosovo, il Nagorno Karabakh, Cipro del Nord, l'Ossezia del Sud e la Transnistria. Tutte le donne provenienti da questi stati, compresi quelle provenienti da microstati europei e da territori dipendenti hanno sviluppato le proprie peculiari caratteristiche culturali.
Ben 5 paesi dell'Unione Europea non hanno ancora mai avuto né una donna Capo di Governo né una donna Presidente della Repubblica: Cipro, Spagna, Lussemburgo, Paesi Bassi e Repubblica Ceca. Tra gli altri paesi europei abbiamo Albania, Bielorussia, Russia, Armenia, Azerbaigian, Andorra, Bosnia Erzegovina, Liechtenstein, Monaco e Montenegro. Non vengono compresi nell'elenco Bulgaria e Macedonia del Nord, perché, nonostante anche solo per pochi mesi e ad interim, una donna (sia nell'uno che nell'altro paese) ha ricoperto la carica di primo ministro. 
Tuttavia nonostante Ungheria, Irlanda, Malta, Kosovo e Georgia non abbiano mai avuto una donna premier, essi hanno avuto almeno una donna Capo di Stato. 
Quattro paesi in Europa, Polonia, Regno Unito, Finlandia e Moldavia hanno attualmente il primato di aver già avuto tre donne primo ministro per Stato.

## Storia
Secondo l'autore Michael Scott, nel suo articolo "The Rise of Women in Ancient Greece" (History Today)" La crescita delle donne nell'antica Grecia", i "luoghi femminili" e i loro successi nell'antica Grecia furono meglio descritto da Tucidide in questa citazione: "che la più grande gloria [per le donne] debba essere quella di aver meno parlato tra gli uomini, sia in lode o in colpa".
Le caratteristiche moderne delle donne in Bielorussia si sono evolute dagli eventi che si sono verificati all'interno della storia della Bielorussia, in particolare quando il "concetto di pari diritti per le donne è stato sviluppato e dimostrato nel tardo 16º secolo". La cosiddetta Carta del Granducato del 1588 - uno dei documenti legali più importanti della storia bielorussa - ha protetto la dignità delle donne tramite legge scritta. Le donne bielorusse e il loro contributo alla società si celebrano annualmente l'8 marzo, durante la Giornata internazionale della donna.

Dopo aver raggiunto il pieno diritto di voto ed essere entrate nella politica della Germania nel 1919, le donne tedesche cominciarono ad assumere ruoli più attivi ricoprendo posizioni normalmente concesse solo dagli uomini. Dopo la fine della seconda guerra mondiale, furono etichettate come Trümmerfrauen o "donne delle macerie" perché si occupavano dei "feriti, seppellivano i morti e recuperavano gli oggetti", oltre a partecipare al "compito difficile della ricostruzione semplicemente cancellando e spazzando via "le macerie e le rovine della guerra " causata dalla Germania nazista.

## Ruoli tradizionali
Le donne albanesi risiedono all'interno di una società intrisa di conservatorismo e patriarcato. In una società così tradizionale le donne dell'Albania hanno ruoli subordinati in comunità che credono nel "predominio maschile"; ciò nonostante l'arrivo della democrazia e l'adozione di un'economia di mercato libera, dopo il periodo dominato dal Partito del Lavoro d'Albania. Sulla base dei 500 anni del Kanun di Lekë Dukagjini, un codice di condotta tradizionale, il ruolo principale delle donne albanesi è quello di prendersi cura dei bambini e della casa. Nonostante nessuna donna sia ancora diventata presidente della Repubblica o primo ministro, dal 18 settembre 2021, con la nascita del terzo Governo guidato da Edi Rama, vi sono 12 donne ministro su 15 ministeri.
A causa della natura patriarcale della cultura e della società armena tradizionali, le donne in Armenia sono spesso ritenute virtuose e sottomesse, per salvaguardare la loro verginità fino al matrimonio e così assumersi soprattutto compiti domestici.
Le norme sociali tradizionali in Azerbaigian e il ritardato sviluppo economico nelle regioni rurali del paese continuano a limitare i ruoli femminili nell'economia; ci sono rapporti indicanti difficoltà per le donne ad esercitare i propri diritti legali a causa della discriminazione di genere.
La storia, la caratteristica, l'evoluzione e le genealogie delle donne attuali nella Repubblica Ceca possono essere ricostruite da molti secoli prima dell'insediamento nel territorio attuale; esse sono originate da coloni slavi ancestrali che avevano un'economia fondata principalmente sull'agricoltura.

In alcune parti dell'Italia le donne sono ancora vittime di stereotipo e viste semplicemente come casalinghe e madri, ciò riflesso anche nel fattore di una disoccupazione femminile media superiore a quella dell'UE.
Una prima descrizione delle donne del Montenegro proviene da una colonna del The New York Times del 5 novembre 1880 ove si dichiarava che "la donna montenegrina si assume una parità di lavoro con l'uomo sul campo e, tanto più lodevole in relazione al viaggio in cavallo e ad altre forme di trasporto animale". Il giornale le descrisse ulteriormente per essere impegnate nella lavorazione a maglia o nella filatura.
La tradizione svizzera pose le donne sotto l'autorità dei loro padri e dei propri mariti.

## Promozione dell'uguaglianza di genere
Legalmente le donne in Andorra hanno diritti uguali in base alle leggi del Principato. Andorra è stata lenta nel dare alle donne diritti legali: il suffragio femminile è stato raggiunto solo nel 1970. Negli ultimi anni, tuttavia, le donne hanno progredito in modo significativo. Politicamente le donne andorrane hanno vinto 15 seggi durante le Elezioni legislative in Andorra del 2011; per questa ragione, Andorra è diventata la prima nazione in Europa e il secondo paese a livello internazionale ad aver eletto una "legislatura maggioritaria femminile".

La posizione giuridica delle donne in Austria è migliorata a partire dalla metà degli anni '70. Sulla base di uno studio del dicembre 1993 sullo status delle donne austriache, la priorità della legislazione nel paese si fonda sulla parità di trattamento tra i due generi, piuttosto che nell'avere diritti uguali. Così, le donne beneficiano del tentativo del loro governo "di compensare la disuguaglianza di oneri specifica del genere". Tuttavia, nonostante il miglioramento legislativo in relazione allo status delle donne nella società, il concetto di ruoli tradizionali ha prevalso. Gli uomini austriaci considerano la maggior parte delle faccende domestiche e le responsabilità in materia di allevamento di figli come interni al regno delle donne. Sia l'istruzione che il genere sono la base dei livelli di reddito.
Le donne in Azerbaigian nominalmente godono degli stessi diritti legali degli uomini; tuttavia, la discriminazione sociale costituisce un problema diffuso.
In Croazia l'uguaglianza di genere fa parte dell'articolo 3 della Costituzione croata. Dal 2003 è esistito un mediatore di genere e un "Ufficio per l'uguaglianza di genere".
Nella Repubblica Ceca, dopo il periodo nella storico conosciuto come rivoluzione di velluto, molte donne sono diventate individui con posti di lavoro a tempo pieno e che, allo stesso tempo, si concentrano anche sulle loro responsabilità come casalinghe, dando loro "un alto Senso dell'efficacia personale e dell'indipendenza all'interno della società ceca".
Le donne finlandesi godono di un "alto grado di uguaglianza" e di "cortesia tradizionale" tra gli uomini. Nel 1906 le donne di Finlandia sono diventate le prime donne europee ad avere il diritto di voto. Ci sono molte donne in Finlandia che hanno posizioni di rilievo nella società, tra gli accademici (cultura della Finlandia, nel settore del business e nel governo della Finlandia. Un esempio di donne potenti nella politica della Finlandia è Tarja Halonen, che è diventata la prima presidentessa del paese (era uno dei Ministri degli affari esteri della Finlandia prima di diventare presidente).
Lo status delle donne greche ha subito cambiamenti e maggiori progressi con l'avvio del XX secolo. Nel 1957 hanno ricevuto il loro diritto di voto, che ha portato ad u accrescimento del reddito e a posti di lavoro nelle imprese e nel governo della Grecia; sono state in grado di mantenere il diritto di ereditare la proprietà anche dopo essere state sposate.
Secondo uno studio i Paesi Bassi hanno le donne più felici del mondo.
San Marino ha introdotto il suffragio femminile a seguito della crisi costituzionale del 1957 conosciuta come Fatti di Rovereta. Le donne sammarinesi hanno ricevuto il diritto di voto nel 1960 e il diritto di tenere un ufficio politico nel 1973. Tuttavia, in un referendum del 1982, le donne di San Marino non hanno vinto il diritto di mantenere la loro cittadinanza sammarinese se si sposano con stranieri maschi (19.000 elettori sammarinesi hanno votato per non abolire la legge del 1928 che toglievao alle donne la cittadinanza se sposavano degli stranieri); a causa della perdita della cittadinanza, le donne hanno anche perso il diritto di votare, di lavorare, di possedere proprietà, di risiedere e di ereditare proprietà all'interno della Repubblica. Queste leggi di cittadinanza sono state successivamente modificate dal parlamento nel 2000 e nel 2004, consentendo così alle donne di mantenere la loro cittadinanza e di trasmetterla ai figli e al marito.

Oltre ad assumere notorietà come "regine e donne nobili" nella storia della Spagna, le donne spagnole hanno anche assunto una forte autocoscienza nel definire il proprio ruolo attuale "senza bisogno di una forte ribellione femminista".
Le donne svizzere hanno ottenuto il diritto di voto alle elezioni nazionali nel 1971, mentre hanno ottenuto il diritto di voto a livello cantonale locale tra il 1959 (canton Vaud e canton Neuchâtel in quell'anno) e il 1991 (Canton Appenzello Interno). Tuttavia, malgrado l'acquisizione dello status di uguaglianza nei diritti con gli uomini, alcune donne svizzere devono ancora essere in grado di raggiungere l'istruzione al di là del livello post-secondario, quindi guadagnano meno soldi rispetto agli uomini e occupano posti di lavoro inferiori.
Come cittadine di una nazione del dopoguerra, alcune donne kosovare sono diventate partecipi del processo di costruzione della pace e di istituzione dell'uguaglianza di genere nel processo di ricostruzione del Kosovo. Sono diventate attive anche nella politica e nell'applicazione della legge nella Repubblica; un esempio di ciò è dato dall'elezione di Atifete Jahjaga come quarto tra i presidenti del Kosovo e in quanto tale divenne la prima donna, la prima candidata generale e la più giovane che venisse mai eletta nell'ufficio del Presidenza nel paese. Prima di diventare presidente ha ricoperto la carica di vice direttore della polizia kosovara con il grado di maggior generale, il più alto tra le donne dell'Europa meridionale.
Le donne dell'Ossezia del Sud hanno vissuto situazioni di conflitto armato nelle loro regioni. L'organizzazione principale che promuove e tutela lo status delle donne è l'"Associazione delle Donne dell'Ossezia meridionale per la democrazia e i diritti umani" (a volte denominata Associazione delle donne dell'Ossezia del Sud per la democrazia e la difesa dei diritti umani) ed è attualmente guidata da Lira Kozaeva-Tskhovrebova.

### Donne lavoratrici
Generazione dopo la generazione le donne belghe sono in grado di chiudere il cosiddetto "gap di genere professionale". Nelle generazioni più giovani ciò è dovuto alla crescente disponibilità di contratti di lavoro a tempo parziale. Nel 1999 l'utile medio di una donna belga è stato del 91% dello stipendio di un uomo. Quando non sono impiegate nel lavoro le donne belghe compiono ancora la maggior parte del lavoro domestico, a seconda dell'accordo intercorso tra i partner.
Secondo il Fondo internazionale per lo sviluppo agricolo (IFAD), le donne di Bosnia ed Erzegovina sono state colpite da tre tipi di transizione dopo la Guerra in Bosnia ed Erzegovina (1992-1995), ovvero: la "transizione dalla guerra alla pace", la transizione economica e la transizione politica. Gli effetti conseguenti includono: l'abbassamento della loro posizione pubblica e sociale perché il loro obiettivo è quello di "impegnarsi nei compiti domestici" nelle loro case. Alcune donne bosniache ed erzegovine hanno optato per viaggiare al di fuori del paese per cercare lavoro. Le donne più vulnerabili tra le classi sociali sono quelle delle zone rurali. Esse sono più emarginate a causa del livello più basso di istruzione e della loro inclinazione alla tradizione la quale si basa sugli uomini come "proprietari primari di terreni e altri beni". Ad esse sono connessi anche "accessi limitati alla terra, alla formazione, alle tecniche agricole moderne, alle finanze e alle attrezzature", quindi guadagnano bassi salari.
Il 24 ottobre 1975 il 90% delle donne del paese è scesa in sciopero, rifiutandosi di andare a lavorare o di prendersi cura della casa, trascorrendo invece la giornata per le strade a protestare.
Nel settore del lavoro in Italia le norme femminili sul lavoro sono generalmente di alta qualità e professionalità, ma non sono altrettanto eccellenti per quanto riguarda la loro istruzione. La probabilità di assunzione di una donna è principalmente legata alle sue qualifiche e l'80% delle donne che si laureano all'università va poi a cercare lavoro. Le donne italiane abitualmente ricevono gli stessi salari degli uomini nella loro stessa posizione. Le donne che rappresentano i colletti bianchi nei posti di lavoro di alto livello o di ufficio tendono ad essere pagate come gli uomini, ma le donne con "colletto azzurro" o con posizioni lavorative manuali vengono pagate generalmente 1/3 in meno rispetto alle loro controparti maschili.
Le donne nei Paesi Bassi hanno ancora una discussione aperta su come migliorare gli squilibri rimasti e le ingiustizie che affrontano in quanto donne; in particolare la scarsa partecipazione delle donne all'occupazione a tempo pieno è una questione politica. Nel 2012 il 76,9% delle donne occupate ha lavorato a tempo parziale, ben al di sopra della media dell'Unione europea del 32,1%.

Nella prima parte degli anni '90 molte donne del Portogallo sono diventate professioniste, tra cui medici e avvocati, un salto rispetto alle molte che sono rimaste solo impiegate.
Allo stato attuale molte donne spagnole hanno abbandonato il loro consueto status di casalinghe per diventare attive nei settori delle imprese, delle professioni, della politica e delle forze armate.
Secondo "swissinfo" nel 2011, la "Segreteria di Stato per l'economia della Svizzera" (Seco) ha incoraggiato le imprese a "nominare più donne in posizioni di alto livello". Quelle che stanno già lavorando in imprese commerciali, secondo la stessa relazione, citano che "le donne guadagnano in media il 20% in meno degli uomini" e il rapporto è stato di 6 su 10 donne che lavoravano a tempo parziale.
Le donne abcase sono più attive come partecipanti nel settore delle attività e nelle imprese legate alla creazione di organizzazioni per le donne nel loro Paese.

### Educazione
Nell'ambito dell'istruzione sono le donne italiane che tendono ad avere risultati molto favorevoli e che prevalgono soprattutto nell'istruzione secondaria e terziaria. Fin dai tempi del Miracolo economico italiano il tasso di alfabetizzazione femminile e l'iscrizione universitario sono aumentati drasticamente. Le donne hanno inoltre un tasso di alfabetizzazione del 98%, un'istruzione di base di qualità e spesso frequentano l'università. Il 60% dei laureati italiani è composto da ed esse sono rappresentate in modo eccellente in tutti i temi accademici, tra cui la matematica, la tecnologia dell'informazione e altre aree tecnologiche normalmente occupate dai maschi.

## Molestie sessuali e violenza di genere
Tra i problemi che devono affrontare attualmente le donne andorrane c'è l'esistenza della violenza contro le donne, l'assenza di dipartimenti governativi che si occupano di questioni riguardanti le donne e la mancanza di comunità per le donne vittime di violenza gestite dal governo.
L'Armenia affronta il problema dell'aborto selettivo.
Gran parte del 45% della popolazione ucraina (45 milioni) che soffre di violenza - fisica, sessuale o mentale - è costituita da donne.